# Dawn FM
Dawn FM is het vijfde studioalbum van The Weeknd, dat op 7 januari 2022 werd uitgebracht. Het album verscheen twee jaar na Abel Tesfayes vorige album, After Hours. Het album bevat samenwerkingen met Jim Carrey, Quincy Jones, Tyler, The Creator, Lil Wayne en Oneohtrix Point Never.
Het album concept is gebaseerd op een radio-station, vandaar "FM" achter Dawn. Dit wordt duidelijk gemaakt in het intro nummer (Dawn FM), het zevende nummer (Out of Time) en het outro nummer (Phantom Regret by Jim), waarin Jim Carrey als een radio-dj tegen de luisteraars praat.
Het verhaal van Dawn FM sluit aan op het verhaal van The Weeknd's vorige album, After Hours, waarin het karakter, de hoofdpersoon in het verhaal, emotioneel is over het uitgaan van een relatie, en door liefdesverdriet een overdosis pillen neemt. In Dawn FM is de persoon in het vagevuur (purgatory) gekomen, en ondergaat de hoofdpersoon een transitie naar het leven na de dood, te horen van Jim Carrey's verhalen in nummers van het album.
Op 12 januari 2022 verscheen er een deluxe versie van het album, genaamd Dawn FM (Alternate World), waarop drie nieuwe nummers te vinden zijn. Twee remixes, van de nummers Take My Breath en Sacrifice, maar ook een samenwerking met Swedish House Mafia, Moth to a Flame die eerder als single verscheen. Later werd er ook een remix van het nummer Out of Time aan toegevoegd. 

## Achtergrond en release
The Weeknd maakte voor het eerst bekend dat hij aan een nieuw album zat te werken, tijdens een interview in september 2020, met het tijdschrift Rolling stone: “I might have another album ready to go by the time this quarantine is over.” Een paar maanden later, op 24 mei 2021, maakte hij duidelijk dat er echt een nieuw album aan kwam. In een dankwoord bij de Billboard Music Awards zei hij: "The After Hours are done, and The Dawn is coming." Tijdens zijn dankwoord op 28 mei 2021 bij de iHeartRadio Music Awards zei hij hetzelfde.
Een paar dagen voordat het album verscheen, postte the Weeknd verschillende teasers op zijn sociale media, waarin bijvoorbeeld de tracklist, de releasedatum en samenwerkingen op het album te zien zijn. Op 7 januari 2022 supporte the Weeknd de release van het album door, in samenwerking met Amazon Music, live te streamen op Twitch. In de livestream stond Tesfaye als dj voor een klein publiek zijn album af te spelen.

## Singles

### Take My Breath
Op 2 augustus 2021 verscheen op The Weeknd's social media een 1:41 minuut lange teaser, waarmee hij zijn fans een voorproefje gaf van zijn komende nummer. Op 3 augustus 2021 verscheen een advertentie voor de Tokyo Olympics 2021, waarin weer een stukje van het nummer te horen was. Drie dagen later, op 6 augustus 2021, verscheen dat nummer, genaamd Take My Breath. De single verscheen samen met een instrumental en een extended versie, waarvan de laatste op het album kwam. Het nummer piekte op nummer 6 in de Billboard Hot 100, en op nummer 7 in de Nederlandse Single Top 100. Het nummer was overigens ook uitgeroepen tot alarmschijf.

### Sacrifice
Nadat Dawn FM was uitgekomen, werd Sacrifice op diverse Nederlandse radiostations in de spotlights gezet. Op Qmusic werd het als alarmschijf aangewezen. Ook stond het op album nummer 1 in de Spotify chart Top Today Hits. Daarnaast werd er op de dag van verschijnen een muziekvideo gepubliceerd op het YouTube-kanaal van the Weeknd.

### Out of Time
Het nummer Out of Time werd als single uitgeroepen op 25 januari 2022. Op 5 april 2022 verscheen er een muziekvideo met de actrice HoYeon Jung, die mede bekend is door de serie Squid Game. In samenwerking met de producent Kaytranada verscheen er een remix van het nummer op 22 april 2022. 

## Promotie

### Tour
Op 18 oktober 2021 maakte The Weeknd bekend dat de oorspronkelijke After Hours Tour, die sinds 2020 gepland stond maar twee keer werd uitgesteld door het Coronavirus, alleen in stadions zou plaatsvinden, én dat de naam veranderd zou worden naar After Hours til Dawn Stadium Tour, wat betekent dat de tour bestaat uit nummers van zijn albums After Hours en Dawn FM. De tour ging van start op 14 juli 2022 in Philadelphia in de Verenigde Staten, en het eerste deel van de tour eindigde op 27 november 2022 in Inglewood in de VS. Vanaf 6 juni 2023 tourt The Weeknd door Europa, beginnende in Lissabon, Portugal en eindigend op 18 augustus 2023 in Londen, Engeland. Vervolgens zal het derde deel van de tour, door Zuid-Amerika, beginnen op 26 september 2023 in Monterrey, Mexico en eindigen in Guadalajara, Mexico op 25 oktober 2023. 

### Remixes
In april, juli en augustus verschenen er van the Weeknd een reeks remixes van nummers van het album. Zo verscheen er op 22 april 2022 een remix van het nummer Out of Time, in samenwerking met de dj Kaytranada. De remix werd toegevoegd aan de deluxe-versie van het album. Op 1 juli 2022 verscheen er een remix van het nummer Starry Eyes, in samenwerking met de producer Mike Dean. Op 8 juli 2022 verscheen er een remix van het nummer Dawn FM, in samenwerking met de producer Oneohtrix Point Never, die ook een groot gedeelte van het album heeft geproduceerd. Op 22 juli 2022 verscheen er een remix van het nummer How Do I Make You Love Me?, in samenwerking met Sebastian Ingrosso en Salvatore Ganacci. Op 5 augustus 2022 verscheen er een remix van het nummer Best Friends, in samenwerking met de artiest Summer Walker. Alle remixes zijn toegevoegd aan een heruitgave van de deluxe-versie van het album.

### Muziekvideo's
Er zijn verschillende muziekvideo's van nummers van het album gemaakt. Op 6 augustus 2021 verscheen er met de single Take My Breath een muziekvideo. Op 7 januari 2022 verscheen er een muziekvideo van de single Sacrifice. Op 12 januari 2022 verscheen er een muziekvideo van het nummer Gasoline, dat overigens geen single werd. Op 5 april 2022 verscheen er een muziekvideo van de single Out of Time, waarin naast the Weeknd ook de actrice HoYeon Jung en de acteur Jim Carrey spelen. Op 22 juli 2022 verscheen er een geanimeerde muziekvideo van het nummer How Do I Make You Love Me?, dat overigens ook geen single werd. En op 7 januari 2023, precies een jaar nadat Dawn FM uitkwam, verscheen er een muziekvideo van het nummer Is There Someone Else?, dat ook geen single werd. 

## Tracklist
| Nr. | Titel                                            | Schrijver(s) | Producent(en)                                                                                             | Duur |
| --- | ------------------------------------------------ | --- | --- | ---- |
| 1.  | "Dawn FM"                                        | Abel Tesfaye, Daniel Lopatin                                                                                           | The Weeknd, Oneohtrix Point Never, Max Martin, Oscar Holter                                               | 1:36 |
| 2.  | "Gasoline"                                       | The Weeknd, Lopatin | The Weeknd, OPN, Martin, Holter, Matt Cohn                                                                | 3:32 |
| 3.  | "How Do I Make You Love Me?"                     | Tesfaye, Lopatin, Max Martin, Axel Hedfors, Steve Angello, Sebastian Ingrosso, Oscar Holter, Matt Cohn                 | The Weeknd, OPN, Swedish House Mafia, Martin, Holter, Cohn                                                | 3:34 |
| 4.  | "Take My Breath"                                 | Tesfaye, Ahmad Balshe, Andrea Di Ceglie, Luigi Tutolo, Martin, Holter                                                  | The Weeknd, Holter, Martin                                                                                | 5:39 |
| 5.  | "Sacrifice"                                      | Tesfaye, Martin, Hedfors, Angello, Ingrosso, Carl Nordström, Holter, Kevin McCord                                      | The Weeknd, Martin, Holter, SHM                                                                           | 3:08 |
| 6.  | "A Tale By Quincy"                               | Tesfaye, Quincy Jones, Lopatin, Jeff Gitelman                                                                          | The Weeknd, OPN, Quincy Jones, Martin, Jeff Gitelman                                                      | 1:36 |
| 7.  | "Out of Time"                                    | Tesfaye, Lopatin, Tomoko Aran, Tetsuro Oda                                                                             | The Weeknd, OPN, Martin, Holter                                                                           | 3:34 |
| 8.  | "Here We Go... Again (feat. Tyler, The Creator)" | Tesfaye, Tyler, The Creator, Masamune Kudo, Bruce Johnston, Christian Love, Brian Kennedy, Benny Bock, Charlie Coffeen | The Weeknd, Tyler, The Creator, Masamune Kudo, Bruce Johnston, Brian Kennedy, Benny Bock, Charlie Coffeen | 3:29 |
| 9.  | "Best Friends"                                   | Tesfaye, Jason Quenneville                                                                                             | The Weeknd, OPN, DaHeala, Martin, Holter, Cohn                                                            | 2:43 |
| 10. | "Is There Someone Else?"                         | Tesfaye, Lopatin, Thomas Lee Brown, Peter Lee Johnson                                                                  | The Weeknd, OPN, Thomas Lee Brown, Peter Lee Johnson, Martin, Holter                                      | 3:19 |
| 11. | "Starry Eyes"                                    | Tesfaye, Lopatin, Brown, Johnson                                                                                       | The Weeknd, OPN, Martin, Holter                                                                           | 2:28 |
| 12. | "Every Angel is Terrifying"                      | Tesfaye, Lopatin, Cohn                                                                                                 | The Weeknd, OPN, Cohn                                                                                     | 2:47 |
| 13. | "Don't Break My Heart"                           | Tesfaye, Lopatin, Martin, Holter, Cohn                                                                                 | The Weeknd, OPN, Martin, Holter, Cohn                                                                     | 3:25 |
| 14. | "I Heard You're Married (feat. Lil Wayne)"       | Tesfaye, Lopatin, Dwayne Carter, Adam Wiles                                                                            | The Weeknd, OPN, Calvin Harris, Lil Wayne, Martin, Holter                                                 | 4:23 |
| 15. | "Less than Zero"                                 | Tesfaye, Martin, Holter                                                                                                | The Weeknd, OPN, Martin, Holter                                                                           | 3:31 |
| 16. | "Phantom Regret by Jim"                          | Tesfaye, Jim Carrey, Lopatin, Martin, Holter, Cohn                                                                     | The Weeknd, OPN, Martin, Holter, Cohn                                                                     | 2:59 |